# Käfigpanzerung

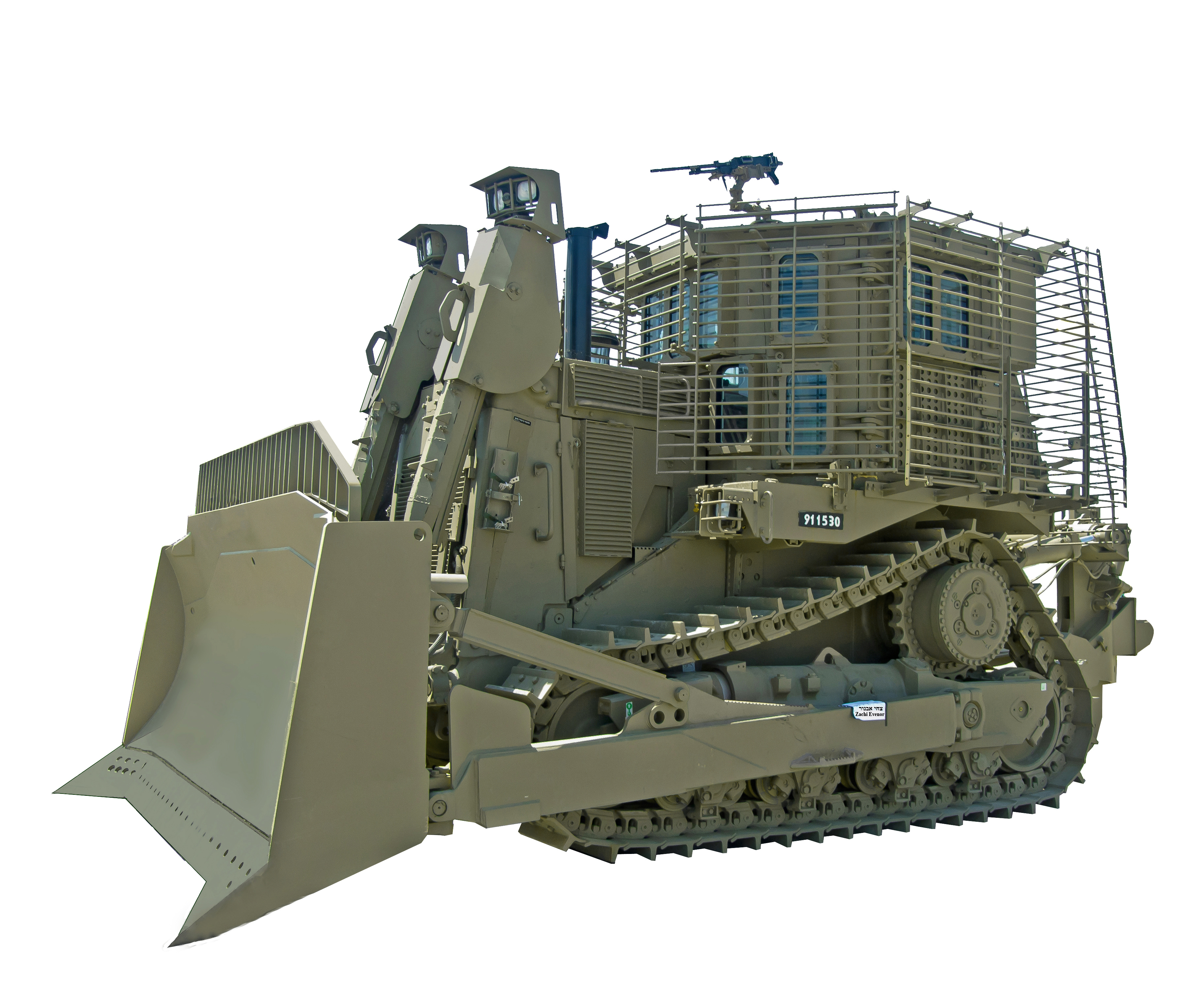
Militärische Planierraupe mit Käfigpanzerung, Israel Defense Forces Caterpillar D9

Als Käfigpanzerung (englisch slat armor, cage armor, bar armor oder standoff armor) wird ein zusätzlicher Schutz für die Panzerung von zumeist militärischen Fahrzeugen bezeichnet.

## Funktionsweise

Wirkung einer Hohlladung

Eine RPG, die in eine Käfigpanzerung eindringt:
[1] Piezoelement, [2] innerer Leiter, [3] äußerer Leiter, [4] Käfigpanzerung, [5] Metallauskleidung, [6] Sprengladung, [7] Leiter, [8] Bodenzünder

Durch eine feste Käfigkonstruktion aus Metall um das Fahrzeug herum sollen Hohlladungsgeschosse (bspw. aus Panzerabwehrhandwaffen wie der RPG-7) vor dem Auftreffen auf die eigentliche Panzerung unschädlich gemacht werden.
Die Wirkungsweise beruht auf der Konstruktion der abzuwehrenden Projektile mit einem Piezoelement in der Spitze, das beim Aufschlag einen elektrischen Impuls an den Bodenzünder der Hohlladung sendet. Trifft das Projektil in eine Lücke im Gitter, so löst das Piezoelement nicht direkt aus, beim Eindringen in das Gitter wird aber das Projektil beschädigt. Zwei Mechanismen können eine effektive Wirkung des Projektils verhindern:
- Ein elektrischer Kurzschluss zwischen dem inneren Metallkonus und der äußeren aerodynamischen Abdeckung kann verhindern, dass das elektrische Signal den Initialzünder im Boden des Projektils erreicht.
- Die konische Metallauskleidung und die Sprengladung der Hohlladung können beim Auftreffen auf das Gitter so verformt werden, dass sich bei einer Zündung der panzerbrechende Stachel nicht ausformt.[1]

Trifft der Zünder allerdings frontal auf einen Gitterstab, wirkt die Hohlladung in ihrer normalen Funktion. Die Wahrscheinlichkeit, dass ein Projektil abgewehrt wird, wird je nach Rahmenbedingungen wie etwa der Maschengröße und dem Aufschlagwinkel, zwischen 30 % und 70 % angegeben. Starre Käfige aus Metallprofilen haben gegenüber Netzen bei schrägem Auftreffen in der Horizontalen einen höheren Wirkungsgrad und sie können im Feld leichter repariert werden. Nachteilig ist ihr höheres Gewicht.
Der Käfig ist leichter (und billiger) als andere Zusatzpanzerungen.
Nachteilig ist das vergleichsweise geringe Schutzspektrum: die Käfigpanzerung wirkt nur gegen bestimmte Hohlladungsgeschosse; andere Munitionsarten werden nicht beeinflusst.
Das britische Unternehmen BAE Systems entwickelte ab 2007 eine leichte Aluminiumkonstruktion (LROD bzw. L-ROD). Diese wird laut Unternehmensangaben u. a. bei der US Army eingesetzt und ist nur halb so schwer wie herkömmliche Stahlkäfige, bietet aber den gleichen Schutz.

## Anwendung
Die Käfigpanzerung wurde im Zweiten Weltkrieg eingeführt, um der Bedrohung durch Panzerabwehrhandwaffen des Typs Panzerfaust und Bazooka zu begegnen. Die vor allem für die Panzerkampfwagen III, IV, V und Sturmgeschütze verwendeten Seitenschürzen aus 5 mm starken Stahlplatten wurden ab Ende 1943 auch aus dickem Maschendraht ausgeführt. Die Gründe waren Gewichtsersparnis beim Fahrzeug, Materialersparnis bei der Fertigung sowie die Tatsache, dass die Bedrohung durch Panzerbüchsen mit Voll- oder Hartkerngeschossen weniger wog als die durch Panzerabwehrwerfer mit Hohlladungsgeschossen.
Es wurden am Ende des Krieges in Berlin auch einige sowjetische T-34/85 mit Gittergeflecht an Wanne und Turm ausgestattet, die gegen deutsche Panzerfäuste helfen sollten. Ähnliches ist von Alliierten bekannt, die bei Paris den Maschendraht von Kleintierkäfigen an ihren Panzern anbrachten, um einen Schutz vor Hohlladungen und Panzerfäusten zu haben.

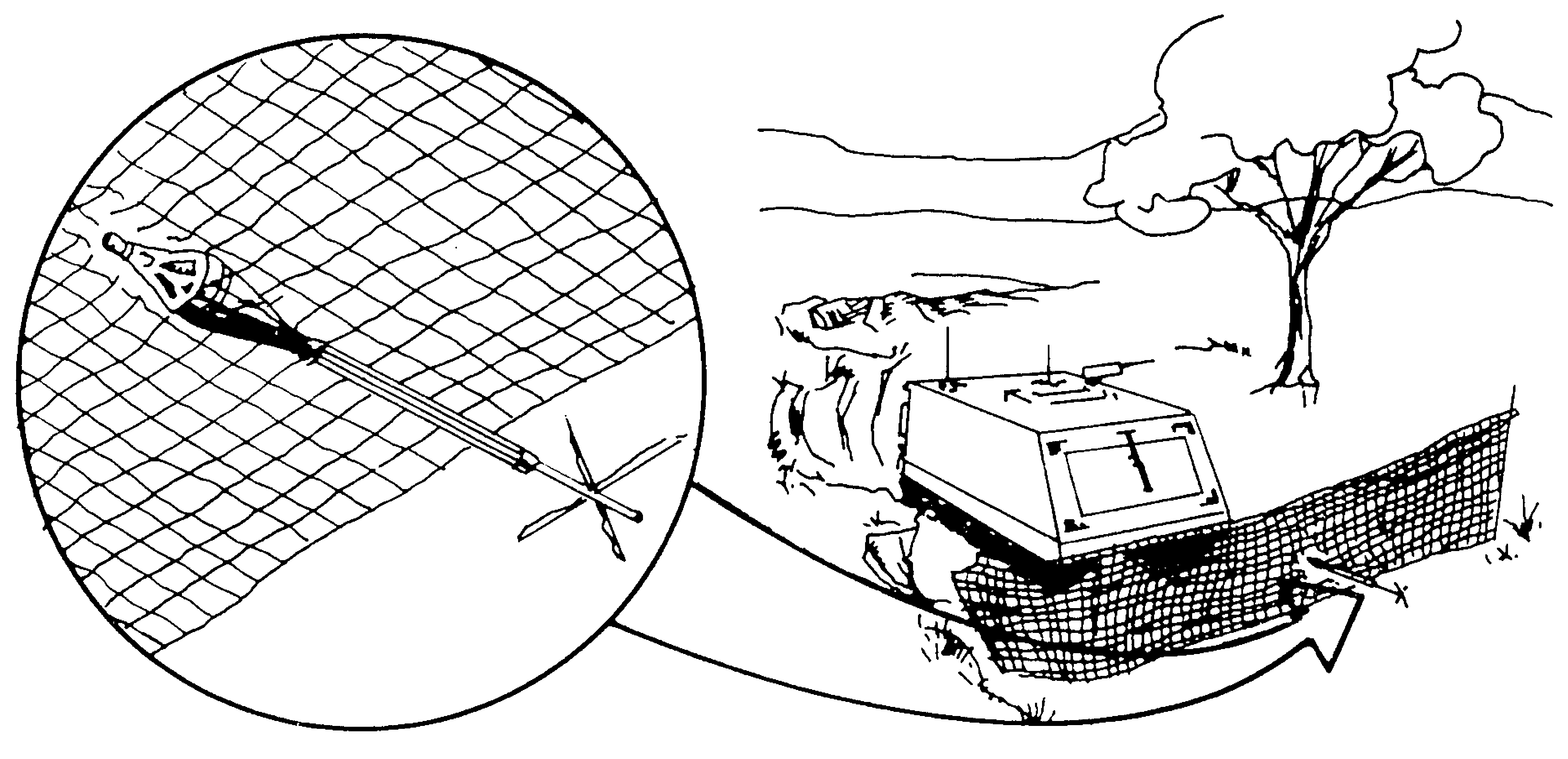
RPG-Netz vor einem M113. Ausbildungsmaterial für US-Soldaten von 1976

Im Vietnamkrieg verwendete das US-Militär RPG-Netze, im Prinzip Maschendrahtzäune, welche zum Schutz gepanzerter Fahrzeuge in festen Stellungen vor diesen positioniert wurden. Anstatt wie ursprünglich gedacht das Geschoss frühzeitig zu zünden und durch den erhöhten Abstand zwischen Hohlladung und Ziel dessen Wirkung zu verringern, stellte sich hier die oben beschriebene entschärfende Wirkungsweise ein. Um beispielsweise einen M113 durch die Abstandswirkung vor einer RPG7 zu schützen, müsste diese 3,6 m (12 Fuß) vor diesem gezündet werden.
Die alliierten Streitkräfte griffen im Irakkrieg auf die Käfigpanzerung zurück, um die anhaltende Bedrohung durch von Aufständischen eingesetzte RPG-7 zu neutralisieren. So findet dieses Schutzkonzept vor allem bei Fahrzeugen des Typs Force Protection Buffalo MPV, MRAP Category III, General Dynamics Stryker Armored Vehicle und dem Schützenpanzer Warrior Anwendung.
Die für den Afghanistaneinsatz von den kanadischen Streitkräften ausgeliehenen Kampfpanzer Leopard 2A6M und Bergepanzer Büffel (BPz 3) der Bundeswehr wurden ebenfalls mit der Käfigpanzerung versehen.
Im Ukrainekrieg rüsteten die russischen Streitkräfte teilweise T-72-Kampfpanzer mit Käfigpanzerung oberhalb des Turms zum Schutz gegen Drohnenangriffe und Panzerabwehrwaffen wie das amerikanische Javelin-System nach. Der militärtechnische Informationsdienst Janes.com berichtete bereits im Januar 2022, noch vor dem russischen Überfall auf die Ukraine im Februar desselben Jahres, von entsprechenden Sichtungen. In diesem Zusammenhang wurde der Begriff „Cope Cage“ (engl. in etwa „emotionale Unterstützungspanzerung“) gebildet, in dem zum Ausdruck kommt, dass dieser Form der im Feld improvisierten Panzerung mehr psychologische als tatsächliche Schutzwirkung zugesprochen wird. Auch Panzerung aus Maschendraht, welche vermutlich von den Truppen im Feld improvisiert wurden um die zunehmenden Drohnenangriffe von oben abzuwehren, tauchten auf beiden Seiten auf, etwa montiert auf Challenger 2 und BM-21 Grad.

## Galerie

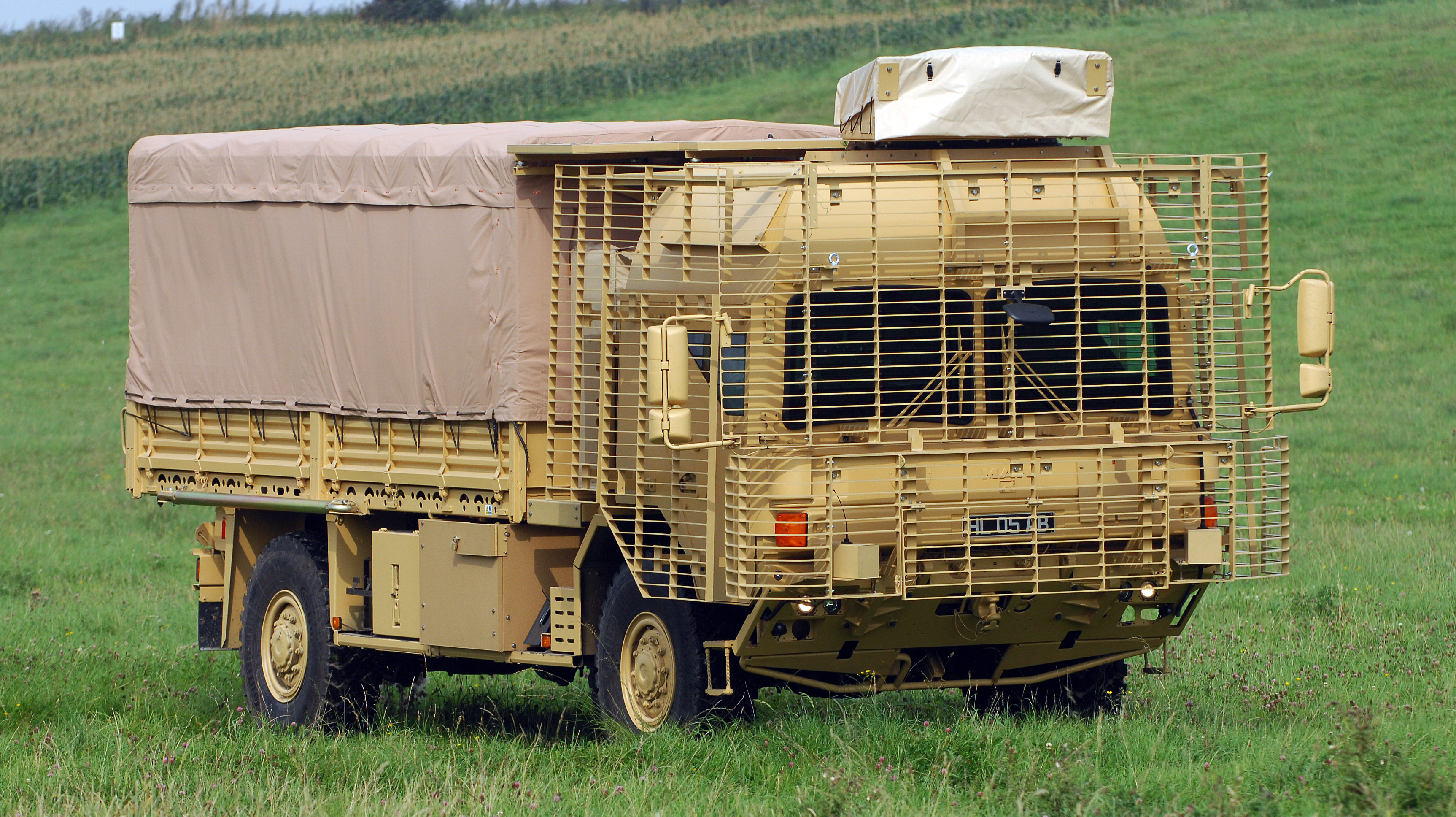
Käfigpanzerung um das Führerhaus eines LKW
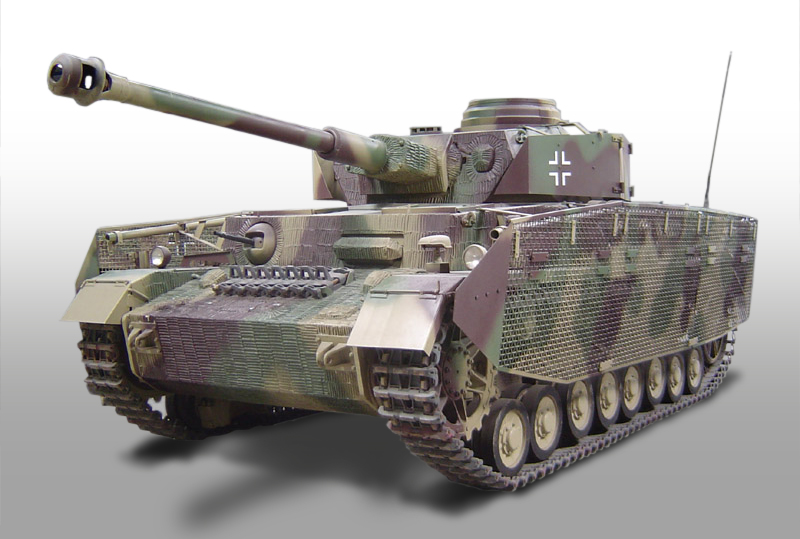
Rekonstruktion der Käfigpanzerung eines PzKpfw IV des Zweiten Weltkrieges
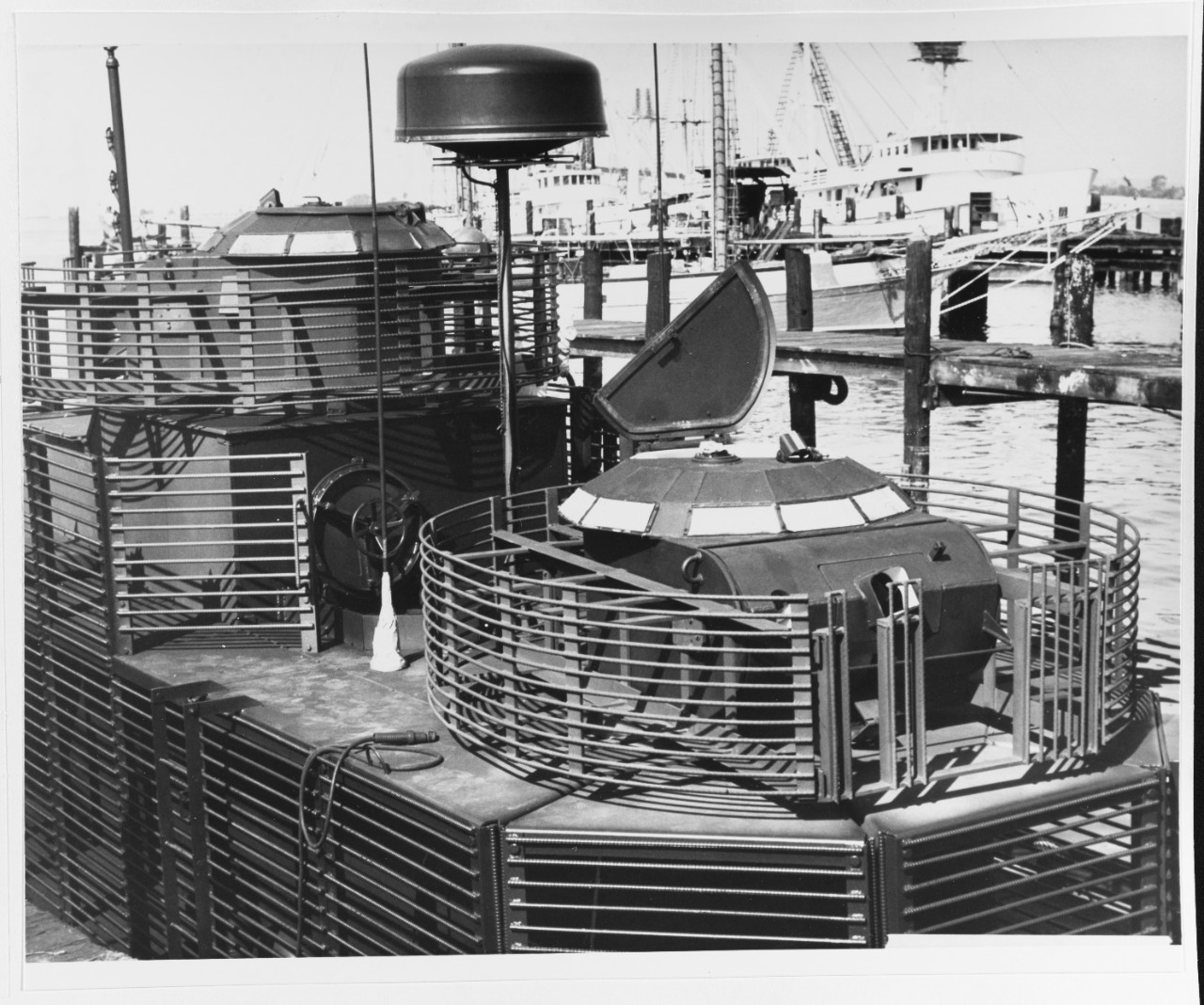
LCM(6) Monitor mit Käfigpanzerung
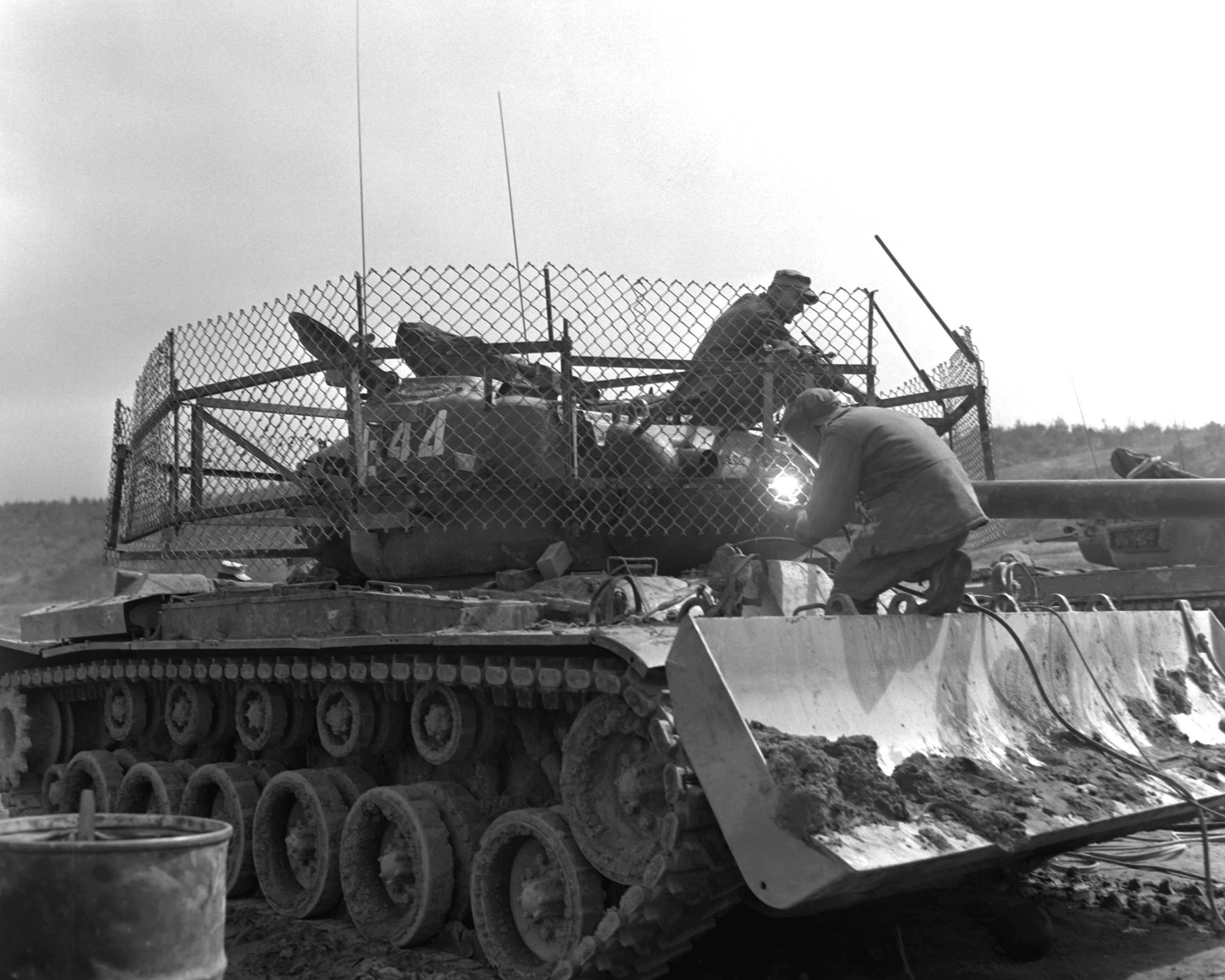
Mit Maschendraht improvisierte Käfigpanzerung
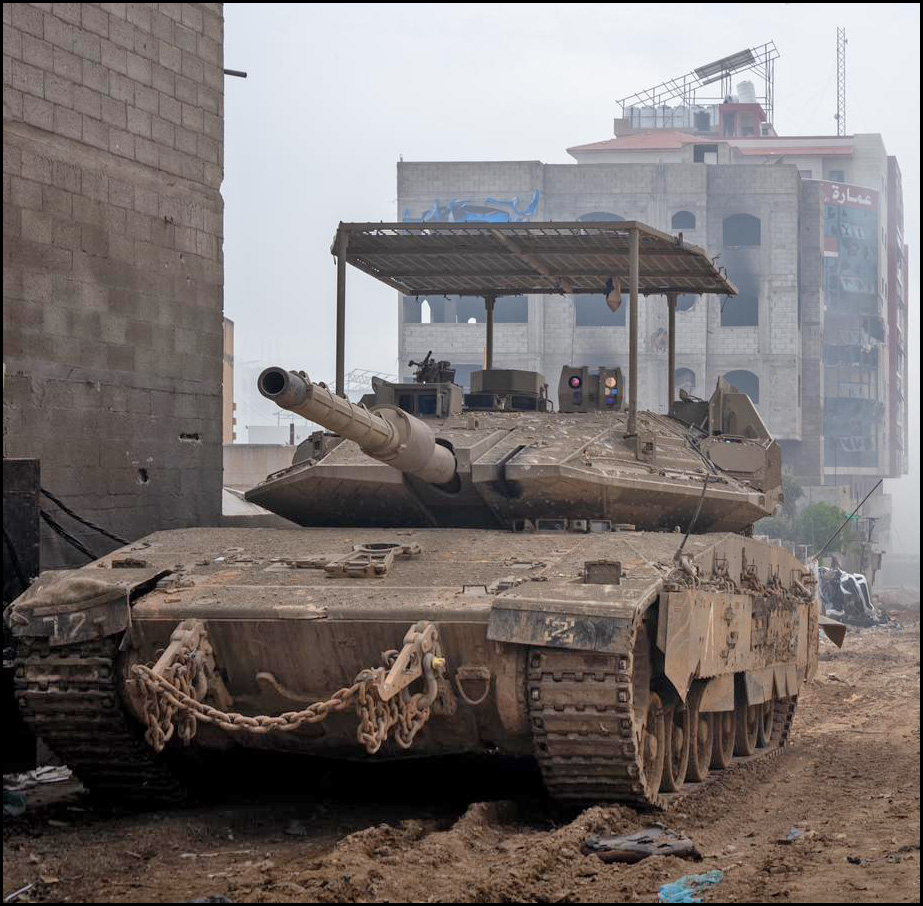
Käfigdachpanzerung (engl. cope cage) eines Merkava